# Léo Petit
Léo Petit (* 22. September 1923 in Haubourdin, Hauts-de-France; † 10. Februar 2017 in Levallois-Perret, Île-de-France) war ein französischer Jazz- und Unterhaltungsmusiker (Gitarre, Arrangement, Komposition).
Petit, der auch unter den Pseudonymen Michael Hington und William Stanray arbeitete, spielte ab Mitte der 1940er-Jahre in Paris bei Aimé Barelli und wirkte auch an Barellis Aufnahmesessions mit Django Reinhardt (1952) und Sidney Bechet (1953) mit. Ab 1955 arbeitete er bei David Bee, Claude Luter, Pierre Gossez, Pierre Cavalli, in den 1960er-Jahren auch mit Eddy Louiss, Hubert Rostaing, Stéphane Grappelli und Memphis Slim. Im Bereich des Jazz war er zwischen 1943 und 1964 an zwölf Aufnahmesessions beteiligt,
ferner mit Alain Goraguer, Henri Salvador und Jimmy Walter. Im Laufe seiner Karriere leitete er auch eigene Bands und gehörte der Twist-Formation Les Guitares du Diable (mit Pierre Gomez, Gus Wallez, Guy Petersen und Jacques Bartel) an; der von Petit stammende Titel Galaxie (1964) war einer der größten Hits der Gruppe. Als Arrangeur und Komponist arbeitete er u. a. für Éric Charden (Claudie, Pas question, S’il fallait, Va-t’en de ma vie, 1966), Nathalie Degand (Je a’ai pas vingt ans), Johnny Hallyday (Souvenirs, souvenirs, 1960), Bernard Lavilliers (L’Oiseau de satin, Légende, 1967), Corinne Marchand (L’Adieu, La Plage, 1964), Sheila (On est heureux, 1966) und Sylvie Vartan (La Chanson).